# ان‌جی‌سی ۷۳۱۴
ان‌جی‌سی ۷۳۱۴ (انگلیسی: NGC 7314) نام یک کهکشان مارپیچی در صورت فلکی ماهی جنوبی است.